# Hajduk Beograd
FK Hajduk Beograd (Servisch: Фк Хајдук Београд) is een Servische voetbalclub uit de hoofdstad Belgrado en werd opgericht in 1937.
De club promoveerde in 1999 naar de hoogste klasse maar degradeerde ook meteen. De volgende jaren draaide de club weer mee aan de subtop van de tweede klasse en werd kampioen in 2004. Terug in de hoogste klasse werd Hajduk laatste en degradeerde opnieuw en ging zelfs in vrije val naar de derde klasse wegens financiële problemen. Na een middelmatige twaalfde plaats kon de club in 2007 kampioen worden en terugkeren naar de tweede klasse.

## Recente eindstanden
| Seizoen | Comp.        | Pl. | Wed | W  | G  | V  | DV | DT | Ptn | Beker               | Opmerking                                    |
| ------- | ------------ | --- | --- | -- | -- | -- | -- | -- | --- | ------------------- | -------------------------------------------- |
| 1998-99 | 2 - Oost     | 2   | 21  | 12 | 8  | 1  | 28 | 13 | 44  | niet gekwalificeerd | Gepromoveerd 1                               |
| 1999-00 | 1            | 18  | 40  | 14 | 3  | 23 | 56 | 75 | 45  | 1/16                | Gedegradeerd                                 |
| 2000-01 | 2 - Oost     | 2   | 34  | 28 | 2  | 4  | 93 | 26 | 86  | 1/16                |                                              |
| 2001-02 | 2 - Oost     | 5   | 34  | 15 | 10 | 9  | 64 | 44 | 55  | niet gekwalificeerd |                                              |
| 2002-03 | 2 - Oost     | 7   | 33  | 11 | 12 | 10 | 46 | 37 | 45  | niet gekwalificeerd |                                              |
| 2003-04 | 2 - Oost     | 1   | 36  | 20 | 6  | 10 | 59 | 49 | 66  | 1/16                | Gepromoveerd                                 |
| 2004-05 | 1            | 16  | 30  | 2  | 6  | 22 | 20 | 76 | 12  | niet gekwalificeerd | Gedegradeerd, trok zich terug uit 2de klasse |
| 2005-06 | 3 - Belgrado | 12  | 38  | 14 | 6  | 18 | 41 | 49 | 48  | 1/16                |                                              |
| 2006-07 | 3 - Belgrado | 1   | 34  | 25 | 7  | 2  | 52 | 15 | 82  | niet gekwalificeerd | Gepromoveerd                                 |

1 Kampioenschap gestaakt op 4 mei 1999 door NAVO-aanvallen of Joegoslavië.
Borac ·
Dubočica ·
Grafičar · 
Inđija ·
Javor-Matis ·
Mačva Šabac ·
Mladost GAT ·
Radnički Sremska Mitrovica ·
Radnik Surdulica · 
Sloboda ·
Sloven Ruma ·
Smederevo ·
Trayal Kruševac ·
Voždovac ·
Vršac ·
Zemun